# Pieve di Compresseto
Pieve di Compresseto is een plaats (frazione) in de Italiaanse gemeente Gualdo Tadino.